# 과학 학술지

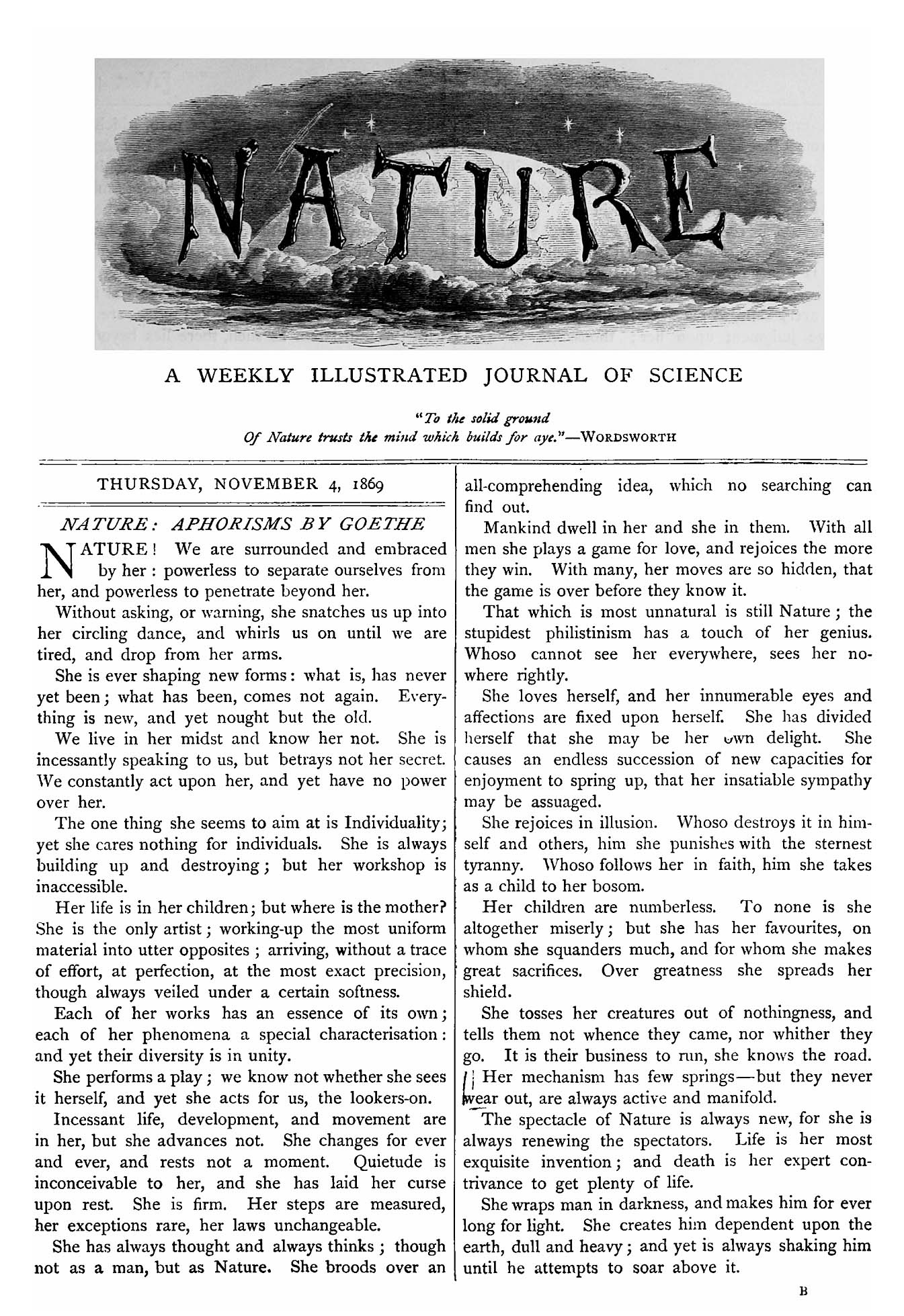
1869년 11월 4일 네이처지의 첫 장 커버

과학 학술지(科學 學術誌, 영어: scientific journal)는 과학 분야 학술논문의 출판을 위해 발간하는 학술지를 말한다. 보통 최신의 연구 성과들이 게재된다. 과학 저널이라고도 한다. 대부분의 과학 학술지들은 특정 분야에 고도로 전문화되어 있으나, 《네이처》 혹은 《사이언스》 같은 일부 학술지들은 논문 외에도 과학 전반 다양한 분야에 관한 글들을 실기도 한다. 학술지에 투고한 논문은 게재에 앞서 동료평가의 과정을 거친다.
한국연구재단에 등재한 학술지는 한국에서 권위를 인정받는다. 일정 형식에 따라서 작성된 원고를 표절이 없는지 확인한 후 투고하면 편집위원장이 선정한 심사위원들이 투고논문을 거절하거나 많은 경우 수정을 거쳐서 게재를 승낙한다.

## 글의 종류
참조: 학술 출판#논문 카테고리
과학 학술지에는 다양한 종류의 논문과 글이 실리며, 그러한 종류에 대한 정확한 명칭 혹은 정의는 해당 분야와 학술지의 종류에 따라 달라질 수도 있으나, 대개 다음과 같은 종류의 글을 포함한다.
- 아티클(article)은 새로운 연구 성과와 이에 대한 설명을 담은 글이다.
- 레터(letter)는 새로운 연구 성과 중에서 긴급하게 학계에 알릴 필요가 있는 내용을 담은 짧은 글이다.
- 리뷰 아티클(review article)은 새로운 성과를 다루는 글이 아니고, 특정한 주제에 대하여 현재까지 발표된 자료를 모으고 정리한 글이다.

일부 과학 학술지는 이러한 연구 논문 외에도 연구 동향을 담은 뉴스 혹은 사설을 담고 있기도 하다.

## 논문의 구성요소
과학 저널에 출간을 위한 과학 논문은 대게 같은 구조와 포맷을 가진다. 논문은 일반적으로 8개의 부분으로 나누어 지며, 제목 (Title), 초록 (abstract), 서론 (introduction), 실험방법 (methods), 결과 (results), 고찰 (discussion), 사사 (acknowledgement), 참고 문헌 (references), 각 부분은 특정한 정보를 포함해야 한다.

## 같이 보기
- 논문
- 대한민국의 학술지 목록

1. ↑  academy, enago (2016년 7월 11일). “과학 논문의 구성요소”. 2022년 10월 19일에 확인함.